# Ovocitação
A ovocitação ou ovulação nos seres humanos, assim como na maioria dos mamíferos, é o processo em que o ovócito II (óvulo imaturo) segue do ovário para a tuba uterina, onde pode ser fecundado e ter início a gestação. Se isso não acontece, ocorre a menstruação. Noutras espécies em vez da célula atrás referida é liberado o óvulo.
Nos dias anteriores à ovocitação, o folículo secundário cresce rapidamente, sob a influência do FSH e do LH. Ao mesmo tempo que há o desenvolvimento final do folículo e um aumento abrupto de LH, fazendo com que o ovócito I no seu interior complete a meiose I, e o folículo passe ao estágio de pré-ovocitação. A meiose II também é iniciada, mas é interrompida em metáfase II aproximadamente três horas antes da ovocitação, caracterizando a formação do ovócito II.
A elevada concentração de LH provoca a digestão das fibras colágenas em torno do folículo, e os níveis mais altos de prostaglandinas causam contrações na parede ovariana, que provocam a extrusão do ovócito II. Alex Torezani

## Ciclo da ovulação em seres humanos
A ovulação é um processo de liberação que ocorre numa mulher adulta (ou não), em que um ovócito II sai do ovário, e após de deixá-lo entra em uma das tubas uterinas. Este processo ocorre mais ou menos uma vez por mês. A ovulação ocorre mais ou menos na metade do ciclo da mulher. Esse ciclo pode variar, mas na maioria o cumprimento do mesmo é de cerca de 28 dias. Para mulheres com ciclos maiores ou menores, o ideal é utilizar testes de ovulação para saber quando ovulou, ou medir a temperatura basal conhecer o dia da ovulação.

## Ligações Externas
- Gráfico da ovulação - Personalizado de acordo com o ciclo menstrual da mulher